# بلتون
بلتون (كارولاينا الجنوبية) (بالإنجليزية: Belton, South Carolina)‏ هي مدينة تقع في الولايات المتحدة في مقاطعة أندرسون (كارولاينا الجنوبية). يقدر عدد سكانها بـ 4,134 نسمة ومساحتها 9.98 كم2 وترتفع عن سطح البحر 269.7 متر.

## التركيبة السكانية
حدّد مكتب تعداد الولايات المتحدة بيانات التركيبة السكانية لبلتون في تعداد الولايات المتحدة. في ما يلي، التركيبة السكانية حسب تعدادي 2000 و2010.

### تعداد عام 2000
بلغ عدد سكان بلتون 4,461 نسمة بحسب تعداد عام 2000، وبلغ عدد الأسر 1,948 أسرة وعدد العائلات 1,276 عائلة مقيمة في المدينة. في حين سجلت الكثافة السكانية 455.2 نسمة لكل كيلومتر مربع (1,179.0/ميل2). وبلغ عدد الوحدات السكنية 2,129 وحدة بمتوسط كثافة قدره 217.2 لكل كيلومتر مربع (562.5/ميل2).
وتوزع التركيب العرقي للمدينة بنسبة 80.52% من البيض و17.51% من الأمريكيين الأفارقة و0.38% من الأمريكيين الأصليين و0.27% من الأمريكيين ذوي الأصول الآسيوية و0.34% من الأعراق الأخرى و0.99% من عرقين مختلطين أو أكثر و1.79% من الهسبانيون أو اللاتينيون من أي عرق.
بلغ عدد الأسر 1,948 أسرة كانت نسبة 30.6% منها لديها أطفال تحت سن الثامنة عشر تعيش معهم، وبلغت نسبة الأزواج القاطنين مع بعضهم البعض 45.8% من أصل المجموع الكلي للأسر، ونسبة 15.5% من الأسر كان لديها معيلات من الإناث دون وجود شريك، بينما كانت نسبة 4.3% من الأسر لديها معيلون من الذكور دون وجود شريكة وكانت نسبة 34.5% من غير العائلات. تألفت نسبة 31.3% من أصل جميع الأسر من عدة أفراد يعيشون في نفس المنزل ونسبة 16.9% كانت تتألف من شخص يعيش بمفرده يبلغ من العمر 65 عاماً أو أكثر. وبلغ متوسط حجم الأسرة المعيشية 2.29، أما متوسط حجم العائلات فبلغ 2.84.
بلغ العمر الوسطي للسكان 39.8 عاماً. وكانت نسبة 22.9% من القاطنين تحت سن الثامنة عشر، وكانت نسبة 7.6% بين الثامنة عشر والرابعة والعشرين عاماً، ونسبة 26.4% كانت واقعةً في الفئة العمرية ما بين الخامسة والعشرين والرابعة والأربعين عاماً، ونسبة 23.5% كانت ما بين الخامسة والأربعين والرابعة والستين، ونسبة 19.4% كانت ضمن فئة الخامسة والستين عاماً فما فوق. يوجد لكل 100 أنثى 82.5 ذكر، ويوجد لكل 100 أنثى في الثامنة عشر من عمرها فما فوق 78.4 ذكر.
بلغ متوسط دخل الأسرة في المدينة 28,191 دولارًا، أما متوسط دخل العائلة فبلغ 36,531 دولارًا. وكان متوسط دخل الذكور 30,100 دولارًا مقابل 22,470 دولارًا للإناث. وسجل دخل الفرد الخاص بالمدينة 16,970 دولارًا. وكانت نسبة 15.2% من العائلات ونسبة 16.3% من السكان تحت خط الفقر، وكان من هؤلاء نسبة 23.2% تحت سن الثامنة عشر ونسبة 12% في الخامسة والستين من العمر وما فوق.

### تعداد عام 2010
بلغ عدد سكان بلتون 4,134 نسمة بحسب تعداد عام 2010، وبلغ عدد الأسر 1,787 أسرة وعدد العائلات 1,100 عائلة مقيمة في المدينة. في حين سجلت الكثافة السكانية 421.8 نسمة لكل كيلومتر مربع (1,092.5/ميل2). وبلغ عدد الوحدات السكنية 2,063 وحدة بمتوسط كثافة قدره 210.5 لكل كيلومتر مربع (545.2/ميل2).
وتوزع التركيب العرقي للمدينة بنسبة 80.75% من البيض و16.57% من الأمريكيين الأفارقة و0.17% من الأمريكيين الأصليين و0.29% من الأمريكيين ذوي الأصول الآسيوية و0.39% من الأعراق الأخرى و1.84% من عرقين مختلطين أو أكثر و1.86% من الهسبانيون أو اللاتينيون من أي عرق.
بلغ عدد الأسر 1,787 أسرة كانت نسبة 30.4% منها لديها أطفال تحت سن الثامنة عشر تعيش معهم، وبلغت نسبة الأزواج القاطنين مع بعضهم البعض 39.7% من أصل المجموع الكلي للأسر، ونسبة 17.1% من الأسر كان لديها معيلات من الإناث دون وجود شريك، بينما كانت نسبة 4.8% من الأسر لديها معيلون من الذكور دون وجود شريكة وكانت نسبة 38.4% من غير العائلات. تألفت نسبة 33.7% من أصل جميع الأسر من عدة أفراد يعيشون في نفس المنزل ونسبة 16.6% كانت تتألف من شخص يعيش بمفرده يبلغ من العمر 65 عاماً أو أكثر. وبلغ متوسط حجم الأسرة المعيشية 2.31، أما متوسط حجم العائلات فبلغ 2.93.
بلغ العمر الوسطي للسكان 40.8 عاماً. وكانت نسبة 23.3% من القاطنين تحت سن الثامنة عشر، وكانت نسبة 7.9% بين الثامنة عشر والرابعة والعشرين عاماً، ونسبة 23.6% كانت واقعةً في الفئة العمرية ما بين الخامسة والعشرين والرابعة والأربعين عاماً، ونسبة 27.1% كانت ما بين الخامسة والأربعين والرابعة والستين، ونسبة 18.1% كانت ضمن فئة الخامسة والستين عاماً فما فوق. وتوزع التركيب الجنسي للسكان بنسبة 45.9% ذكور و54.1% إناث.

## أعلام
- ويليام إل. بال
- فيولا تومسون